# Maratona aquática no Campeonato Europeu de Esportes Aquáticos de 2014 - 10 km feminino
Os 10 km da maratona aquática feminina da maratona aquática no Campeonato Europeu de Esportes Aquáticos de 2014 foi realizada no dia 13 de agosto em Berlim, na Alemanha. 

## Calendário
| Fase  | Data         | Hora  |
| ----- | ------------ | ----- |
| Final | 13 de agosto | 10:00 |

Todos os horários estão no horário local (UTC+1)

## Medalhistas
| Ouro                        | Prata             | Bronze               |
| Sharon van Rouwendaal (NED) | Éva Risztov (HUN) | Aurora Ponselé (ITA) |

## Resultados
A prova foi realizada no dia 13 de agosto ás 10:00. 
| Pos.              | Nadadora                | Nacionalidade | Tempo     |
| ----------------- | ----------------------- | ------------- | --------- |
| Medalha de ouro   | Sharon van Rouwendaal   | Países Baixos | 1:56:06.9 |
| Medalha de prata  | Éva Risztov             | Hungria       | 1:56:08.0 |
| Medalha de bronze | Aurora Ponselé          | Itália        | 1:56:08.5 |
| 4                 | Aurélie Muller          | França        | 1:56:09.2 |
| 5                 | Anna Olasz              | Hungria       | 1:56:10.7 |
| 6                 | Rachele Bruni           | Itália        | 1:56:11.9 |
| 7                 | Erika Villaécija García | Espanha       | 1:56:14.7 |
| 8                 | Kalliopi Araouzou       | Grécia        | 1:56:16.1 |
| 9                 | Coralie Codevelle       | França        | 1:56:18.3 |
| 10                | Martina Grimaldi        | Itália        | 1:56:21.9 |
| 11                | Anastasiia Krapivina    | Rússia        | 2:00:36.8 |
| 12                | Elizaveta Gorshkova     | Rússia        | 2:00:39.0 |
| 13                | Angela Maurer           | Alemanha      | 2:00:40.4 |
| 14                | Finnia Wunram           | Alemanha      | 2:00:41.2 |
| 15                | Nikolett Szilágyi       | Hungria       | 2:00:45.8 |
| 16                | Angelica Andre          | Portugal      | 2:00:47.6 |
| 17                | Svenja Zihsler          | Alemanha      | 2:00:48.6 |
| 18                | Margarita Domínguez     | Espanha       | 2:00:53.1 |
| 19                | Anastasia Azarova       | Rússia        | 2:02:02.8 |
| 20                | Luisa Mar Morales       | Espanha       | 2:02:52.8 |
| 21                | Danielle Huskisson      | Reino Unido   | 2:03:01.9 |
| 22                | Karla Šitić             | Croácia       | 2:03:03.4 |
| 23                | Morgane Rothon          | França        | 2:03:57.7 |
| 24                | Silvie Rybářová         | Chéquia       | 2:03:57.5 |
| 25                | Kseniya Skrypel         | Ucrânia       | 2:04:02.6 |
| 26                | Lauren Walton           | Reino Unido   | 2:04:55.6 |
| 27                | Barbora Picková         | Chéquia       | 2:06:55.4 |
| 28                | Lenka Štěrbová          | Chéquia       | 2:10:49.4 |
| —                 | Joanna Zachoszcz        | Polónia       | DNF       |
| —                 | Natalia Charłos         | Polónia       | DNF       |